# Csáky Lajos
Csáky Lajos (Hódmezővásárhely, 1950. június 22. –) magyar grafikus, festő.

## Pályafutása
1956 - 1964 Általános iskoláit Hódmezővásárhelyen kezdte meg, Szekszárdon folytatta, és Kecskeméten fejezte be szülei lakhelyváltozásai következményeként.
1964 - 1967 között a budapesti I. István Közgazdasági Szakközépiskola és Technikum tanulója volt emelt szintű pénzügyi ágazaton. A hódmezővásárhelyi Közgazdasági Szakközépiskolában sikeres érettségi vizsgát tett, majd 1969 - 1973 között a Szegedi Tanárképző Főiskola hallgatója volt, és angol-magyar szakos tanári diplomát szerzett.
1973 - TIT, Kecskemét - szakmai vezető.
1975 - 1981 Bács-Kiskun Megyei Bíróság, Kecskemét - hivatásos pártfogó.
1981 - 1986 Petőfi Sándor Általános Iskola, Kecskemét - rajztanár: Szepesi Lajos igazgató felkérésére került az intézménybe, aki jól ismerte már korábbi művészi teljesítményét.
1986-tól szabadfoglalkozású festőművészként önálló szellemi tevékenységét gyakorolja. Középiskolás hallgatóként sokat köszönhet Lakli Pál tanárának, aki felfigyelt tehetségére, annak kibontakozását támogatva megalapította és elindította a rajzszakkört a közgazdasági technikumban. Kezdetekben egyedüli tagként részére műtermet, eszközöket biztosított, majd más diáktársai is bekapcsolódtak szakkör tevékenységébe. A főiskolán Fischer Ernő és Vinkler László voltak a mesterei. Kezdetben főleg grafikákat készített, majd művészetének súlypontja a 80-as évek közepétől egyre inkább a festészetre tolódott át. Választékos színvilágú figuratív kompozícióin alakjai sajátos rendszerben, gyakran transzcendentális környezetben jelennek meg. Spekulatív művészete olykor misztikus pátosszal, máskor szimbolikus vagy szürreális elemekkel gazdagodik. Ez a kívülállás, a belső élményszerűséget felmutató fogalmazás magányos útra kényszerített. Bár tizenöt éves grafikai munkássága a 80-as évek közepén lezárult, ennek ellenére egy teljes grafikai életművet hozott létre. Alkotói tevékenysége Gulácsy Lajos és Mednyánszky László által jelzett festészeti hagyományaihoz kapcsolódik legszorosabban. Nem annyira témaviláguk rokonsága, hanem képi érzésviláguk kapcsolja őket össze. Festészetének jellemzője a figurális ábrázolási hagyományokhoz való kötődés, tudatosan vállalta az önkifejezés emberi vágyát, a szentimentalizmust, a melankóliát, a magányt. Festői előadásmódjára a festékrétegek gondos felrakása, gazdag részletesség jellemző. Hol a vékony, áttetsző rétegek keltenek elégikus hangulatot, hol a vastagabb anyagkezelés felületi gazdagsága válik meghatározó elemmé. Elmélyült, meditatív hangulat uralja képi világát. A szépségfelfedezés nem egy művében arra ösztönzi az érdeklődőt, hogy szívesen sétálna Csáky Lajos megfestett tájaiban, vagy meditálva üldögélne a csendes, nyugalmas vízparton.
Számtalan kiállítás megnyitóját vezette. 5 mesekönyvet illusztrált a Mór kiadó gondozásában. 10 művészeti albumot szerkesztett, válogatott. A kecskeméti Bozsó Gyűjtemény Alapítvány felkérésére 4 művészeti album tervező-grafikusi tevékenységét végezte el.

## Nagyszülei
Anyai nagyapja Dr. Csolsch Gyula tiszti főorvosként tevékenykedett. Apai nagyapja Dr. Csáky Lajos tiszti főügyészként 1903 -1939 között vezette Hódmezővásárhely főigazgatását, majd a feladatait édesapja, ifj. Dr. Csáky Lajos 1939 - 1942 között vette át.

## Díjak/ösztöndíjak
- 1979 • Bács-Kiskun megyei művészeti ösztöndíj
- 1982 • SZMT művészeti díj • Bács-Kiskun Megyei Grafikai Kiállítás díja
- 1983 • Téli Tárlat díja.

## Egyéni kiállítások
- 1975 • Megyei Művelődési Központ Művészklubja, Kecskemét
- 1981 • Móra Ferenc Művelődési Központ [Balla Margittal], Kiskunfélegyháza
- 1982 • MN Helyőrségi Művelődési Központ, Szolnok • Fiatal Művészek Klubja, Budapest
- 1983 • Fővárosi Művelődési Központ, Budapest • Megyei Kórház Galériája, Kecskemét
- 1984 • Jelenetek a fák életéből, Kecskeméti Képtár, Kecskemét • Mozigaléria, Baja • Horváth E. Galéria, Balassagyarmat • Szakszervezeti Művelődési Ház, Baja
- 1985 • Erdei Ferenc Művelődési Központ, Kecskemét
- 1987 • Megyei Kórház Galériája, Kecskemét
- 1989 • Művelődési Központ Kisgaléria, Szentes • Petőfi S. Művelődési Ház, Dunavecse
- 1992 • Miskolc
- 1994 • Art-Génius Kertgaléria, Balatonakali • Lajosmizse • Városi Múzeum, Chapelle Saint Sulpice, Istres en Provence (FR) (kat.) • "B" Galéria, Szeged
- 1996 • Katona József Színház, Kecskemét • E. Galéria, Kecskemét • Sipos Art Galéria, Pécs
- 1997 • Mítosz-töredékek, Végh Kúria, Kiskunhalas (kat.) • Városi Galéria, Nyíregyháza (kat.) • Liget Szálló, Budapest (kat.) • M. der Stadt, Lorch  (D) (kat.)
- 1998 • Európa Galéria, Budapest • Csiki-hegyek Galéria, Budapest
- 1999 • Érzelmek [Árki Bernadettel és Szücs Zsuzsannával], Quasi Galéria, Pécs
- 2000 • Art-East Galéria, Balatonfüred (kat.) • OTP Bank Galéria, Budapest • Emlékkönyv – kapcsok nélkül, Erdei F. Művelődési Központ, Kecskemét (kat.)
- 2001 • Holló L. Galéria, Debrecen • Művelődési Ház, Hernád
- 2002 • Álmok és árnyak, Pfister Galéria, Budapest
- 2003 • Álmok a rózsakertben, Kortárs Galéria, Esztergom • Trend Art Galéria, Nagykanizsa • Közösségi Ház, Kakucs • Balaton Galéria, Veszprém  • Vasváry-Ház Galéria, Pécs
- 2004 • Rezzenések, Galgóczi E. Városi Könyvtár, Győr • Séta az alkonyban, Vasváry-Ház Galéria, Pécs
- 2005 • Szenvedély-töredékek, Bozsó Gyűjtemény, Kecskemét (kat.)
- 2006 • Kecskeméti Képtár, Kecskemét • Magyar Mezőgazdasági M., Budapest
- 2008 • Egy este Böcklinnel, Haus Wittgenstein, Bécs (A)
- 2009 • Szent-Györgyi A. Egészségügyi Középiskola, Kecskemét
- 2011 • Corpusok, Horváth E. Galéria, Balassagyarmat
- 2012 • Próféta Galéria, Budapest;
- 2013 • Bessenyei György Művelődési Ház, Bugyi;
- 2014 • Tornyai János Múzeum, Hódmezővásárhely;
- 2016 • SCH Galéria, Budapest;
- 2017 • Művelődési Központ, Nemesnádudvar;
- 2018 • Művelődési Központ, Táborfalva;
- 2019 • Magyar Könyvvizsgáló Kamara Oktatási Központ, Budapest.

## Válogatott csoportos kiállítások
- 1976 • Bács-Kiskun Megyei Téli Tárlat, Katona József Múzeum, Kecskemét
- 1981 • Fiatal Alkotók Köre, Kertészeti Főiskola, Kecskemét • Közép-magyarországi Nyári Tárlat, Szolnok• Vásárhelyi Őszi Tárlat, Tornyai János Múzeum, Hódmezővásárhely • Kiskunfélegyházi Nyári Tárlat, Kiskunfélegyház
- 1982 • Bács-Kiskun megye 9. grafikai tárlata, Megyei Művelődési Központ, Kecskemét • Salgótarjáni Nyári Tárlat, Nógrádi Sándor Múzeum, Salgótarján
- 1983 • Bács-Kiskun Megyei Téli Tárlat, Baja
- 1984 • Szegedi Nyári Tárlat, Móra Ferenc Múzeum, Szeged
- 1998 • Budapesti Art Expo, Műcsarnok, Budapest.

## Művek közgyűjteményekben
- Katona József Múzeum, Kecskemét
- Sportmúzeum, Budapest
- Városi Gyűjtemény, Istres
- Városi Gyűjtemény, Södertälje
- Városi Képtár, Balassagyarmat
- Városi Képtár, Tarnow

## Írásai
- Mit tehetünk egymásért? Forrás 1981/2., 74–75.
- Magánkorszakok- magamnak, ahol élek. In: Katalógus Erdei F. Művelődési Központ, Kecskemét, 2000, 1, 13.
- Egy este Böcklinnel. In: Katalógus Haus Wittgenstein, Bécs, 2008, 6–7.

## Rádió/Televízió
- Ötödik sebesség c. műsor, Petőfi Rádió, 1981. szeptember 30., 17.20
- Dél-Alföldi Krónika, MTV, 1982. január 5., 18.30
- Műtermi beszélgetés, Csak természetesen c. műsor, ATV, 2004. március 24., 15.05.